# Cabo Terrible
El cabo Terrible (en inglés: Cape Terrible) es un cabo rocoso que marca el extremo norte y oeste de la isla Remolinos, ubicada cerca de las aguas de la bahía San Francisco de Paula, al noroeste de la isla Gran Malvina, en las Islas Malvinas. Al frente se encuentra la roca Gibraltar y el arrecife Gibraltar. También se halla próximo a las islas Sebaldes.